# Ella Halvarsson
Ella Halvarsson (Borlänge, 22 ottobre 1999) è una biatleta svedese.

## Biografia
Ella Halvarsson, attiva dalla stagione 2017-2018, in Coppa del Mondo ha esordito il 9 marzo 2023 a Östersund in individuale (33ª) e ha conquistato la prima vittoria, nonché primo podio, il 30 novembre 2024 a Kontiolahti in staffetta mista individuale; ai Mondiali di Lenzerheide 2025, sua prima presenza iridata, ha vinto la medaglia d'argento nell'individuale, quella di bronzo nella staffetta e si è classificata 9ª nella sprint, 9ª nell'inseguimento, 17ª nella partenza in linea e 5ª nella staffetta mista individuale. Non ha preso parte a rassegne olimpiche.

## Palmarès

### Mondiali
- 2 medaglie:
  - 1 argento (individuale a Lenzerheide 2025)
  - 1 bronzo (staffetta a Lenzerheide 2025)

### Coppa del Mondo
- Miglior piazzamento in classifica generale: 81ª nel 2023
- 4 podi (1 individuale, 3 a squadre):
  - 2 vittorie (a squadre)
  - 1 secondo posto (individuale)
  - 1 terzo posto (a squadre)

#### Coppa del Mondo - vittorie
| Data             | Località    | Nazione   | Specialità                                               |
| ---------------- | ----------- | --------- | -------------------------------------------------------- |
| 30 novembre 2024 | Kontiolahti | Finlandia | SMX (con Sebastian Samuelsson)                           |
| 26 gennaio 2025  | Anterselva  | Italia    | RL (con Johanna Skottheim, Anna Magnusson e Hanna Öberg) |

Legenda:

RL = staffetta

SMX = staffetta mista individuale